# Croce di Passione

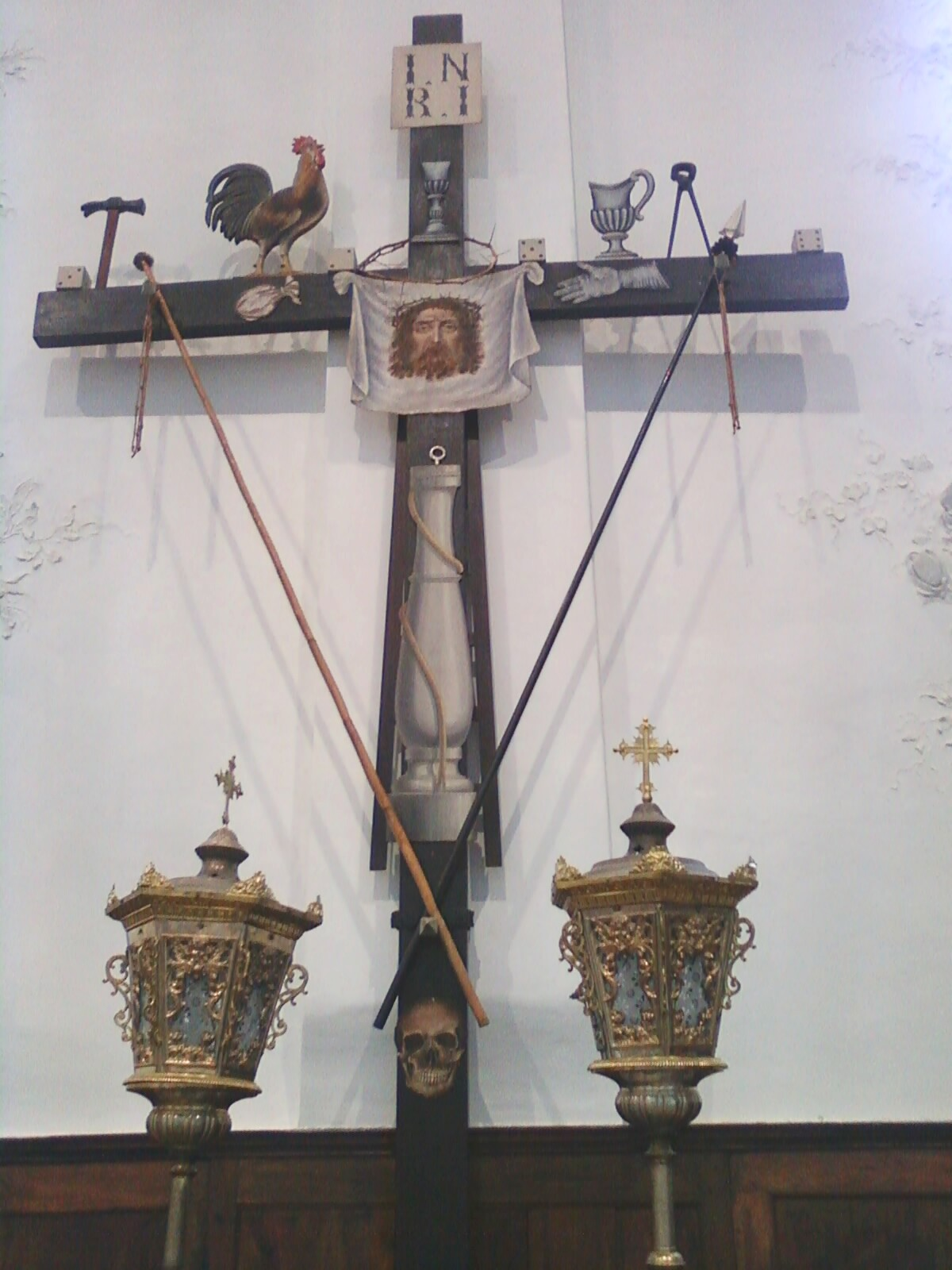
La croce del gallo

La Croce di Passione o Croce del Gallo (in lingua ligure "Croxe do Pascio" o "Croxe do Gallo") è una croce che solitamente apre le processioni della Settimana Santa (Venerdì Santo). Il nome deriva dal fatto che essa porta dipinti o sagomati i simboli della Passione, tra i quali, appunto, il gallo che cantando annunciò il tradimento di Pietro, insieme alle tenaglie, i 3 chiodi, il martello, il flagello, i dadi, la corona, la colonna, la scala, il titolo (INRI), il guanto, il calice, la canna con la spugna, la lancia, un tratto di corda. Le dimensioni sono analoghe a quelle delle grandi croci processionali ("Cristi") tipiche delle confraternite liguri. Apre la processione del Venerdì Santo, a Savona, e molte altre processioni che si svolgono in Liguria durante la settimana santa.